# Große Schmalenau
Die Große Schmalenau ist ein 12,4 km langer, linker Nebenfluss der Heve in den nordrhein-westfälischen Kreisen Soest und Hochsauerlandkreis, Deutschland. Sie liegt in den Gemeindegebieten von Warstein, Möhnesee und Arnsberg. 

## Geographie
Der Bach entspringt im Arnsberger Wald an der Nordflanke den Neuen Berges auf einer Höhe von 478 m ü. NHN im Kreis Soest (in der Warsteiner Gemarkung Allagen). Zunächst in nördliche Richtungen abfließend wendet sich der Lauf nach etwa zwei Kilometern Fließstrecke nach Westen. Westlich des Schmalenausbergs mündet die von Süden kommende Lüttmecke. Nun liegt die Große Schmalenau für ca. 4 km auf der Grenze der Kreise Soest und Hochsauerlandkreis. Dabei liegt der Bach mal genau auf der Grenze und mal in einem der beiden Kreise, was an Bachlaufveränderungen in den letzten Hundertfünfzig Jahren liegt. Südlich der Freienohler Höhe wendet sich der Bach nach Nordwesten und mündet östlich von Neuhaus auf 240 m ü. NHN in die Heve.
Bei einem Höhenunterschied von 222 Metern beträgt das mittlere Sohlgefälle 17,9 ‰. Das 18,309 km² große Einzugsgebiet wird über Heve, Möhne, Ruhr und Rhein zur Nordsee entwässert.

### Nebenflüsse
Die Große Schmalenau nimmt zahlreichen kurze Nebenflüsse auf. Der längste von ihnen ist mit 4,4 km die Lüttmecke. Im Folgenden werden die Nebenflüsse der Großen Schmalenau mit Namen, Position (Stationierungskilometer), Mündungslage, Länge und Gewässerkennzahl genannt.
| Name             | Stat. in km | Lage   | Länge in km | GKZ       |
| ---------------- | ----------- | ------ | ----------- | --------- |
| Bohlenbergsiepen | 11,048      | rechts | 0,7         | 276266 12 |
| N.N.             | 7,329       | rechts | 1,5         | 276266 14 |
| Lüttmecke        | 6,958       | links  | 4,4         | 276266 2  |
| N.N.             | 5,879       | links  | 2,2         | 276266 32 |
| Bumecke          | 5,423       | links  | 2,6         | 276266 4  |
| Spakebach        | 5,127       | links  | 2,5         | 276266 52 |
| Hühnersiepen     | 4,985       | rechts | 0,7         | 276266 54 |
| N.N.             | 3,994       | links  | 3,2         | 276266 6  |
| Krummer Siepen   | 3,876       | rechts | 1,7         | 276266 72 |
| Teufelssiepen    | 3,009       | links  | 1,5         | 276266 8  |

### Natur und Umwelt
Die Großer Schmalenau liegt im gesamten Lauf in zwei Naturschutzgebieten: im Naturschutzgebiet Arnsberger Wald (NSG SO-029 in Warstein und Möhnesee) und im Naturschutzgebiet Breitenbruch-Neuhaus (NSG HSK-043 in Arnsberg). Wenige Meter oberhalb der Quelle der Großen Schmalenau liegt auf Mescheder Stadtgebiet außerdem das kleinflächige Naturschutzgebiet Schmalenaus Bruch, das einen Teil des Quellhorizonts abdeckt.
Die Große Schmalenau befindet sich im Naturpark Arnsberger Wald. Am Bach brütet der Eisvogel und der in den angrenzenden Wäldern brütende Schwarzstorch ist häufiger Nahrungsgast. 
Die Große Schmalenau war Teil eines von 2009 bis 2014 laufenden LIFE-Projekts der Europäischen Union „Bachtäler im Arnsberger Wald“. Bei diesem Projekt wurden u. a. Fichtenbestände am Bach in naturnahe Wälder umgewandelt und frühere Bachbegradigungen und Uferverbauungen entfernt.